# ロックマンエグゼ4.5 リアルオペレーション
『ロックマンエグゼ4.5 リアルオペレーション』（ROCKMAN EXE 4.5 REAL OPERATION）は、2004年8月6日にカプコンから発売されたゲームボーイアドバンス専用ソフト。ジャンルはデータアクションRPG。通常のソフトのみの製品と、バトルチップゲートが同梱されたものとが発売されている。『ロックマンエグゼ4』に収録されているオペレーションバトルモードにさらに要素を盛り込んだ作品となっている。

## システム
主人公は熱斗ではなく、一人のネットバトラーであるプレイヤー自身である。毎週土日に開催されるトーナメントに参加して、No.1ネットバトラーを目指す。ゲーム内の時間は現実時間と同様に進行する。使えるナビはゲームを進めていくことで増えてゆき、最終的にロックマンを含めて総勢13体のナビが使える。さらに、別売りの本作専用のナビのデータが入ったナビチップをバトルチップゲートに差すことで出現するナビが全部で8体存在し、これを1回差せば次回から差さなくても選べるようになる。最終的に全部で21体のナビが選べる。なお、本作専用のナビチップは『ロックマンエグゼ4』で使うことはできない。
バトルは全てオペレーションバトルで行われる。プレイヤーが指定できるのは攻撃するタイミングと敵との間合いのみで、ナビはそれに応じて自動的に行動する。そこに的確な指示を与えてウィルスをデリートしてゆく。バトルチップゲートを使うことで、アニメ『ロックマンエグゼ』のようにバトルチップを転送できる。

## 登場キャラクター
使用可能なナビ
- ロックマン
- ガッツマン
- ナンバーマン
- ロール

特定の条件で使用可能なナビ（隠しキャラクター）
- ファイアマン
- アクアマン
- ウインドマン
- メタルマン
- ウッドマン
- サンダーマン
- サーチマン
- ジャンクマン
- ブルース
- ナパームマン
- アイスマン
- エレキマン
- プラントマン
- シャドーマン
- ナイトマン
- スターマン
- フォルテ

使用不可なナビ（ボスキャラクター）
- タップマン
- スパークマン
- バーナーマン
- ビデオマン
- コールドマン
- ケンドーマン
- レーザーマン
- ノーマルナビ
- ヒールナビ

## 備考
ナビ画面にて初代ロックマンシリーズにも登場する名前のネットナビは、初代ロックマンで使われていたその名前のキャラクターのテーマBGMが使われている。例えばウィンドマンのナビ画面のBGMは『ロックマン6 史上最大の戦い!!』のウィンドマンステージのBGMとなっている。